# Nesticus asuwanus
Nesticus asuwanus là một loài nhện trong họ Nesticidae.
Loài này thuộc chi Nesticus. Nesticus asuwanus được miêu tả năm 1986 bởi Nishikawa.